# Taenaris amitaba
Taenaris amitaba är en fjärilsart som beskrevs av Hans Fruhstorfer 1904. Taenaris amitaba ingår i släktet Taenaris och familjen praktfjärilar. Inga underarter finns listade i Catalogue of Life.